# Túnel Corea-Japón
El túnel submarino Corea-Japón (한일 해저 터널 en coreano) (日韓トンネル en japonés) es un túnel propuesto para unir Corea del Sur y Japón vía submarina aprovechando las islas intermedias de Iki y Tsushima, una estrecha línea de 128 kilómetros. El proyecto ha tenido una fase inicial antes de la Segunda Guerra Mundial, con exploraciones sobre su viabilidad ya en 1938. El proyecto ya ha sido propuesto por parlamentarios japoneses, entre las ciudades de Pusan y Karatsu.